# Čeminy
Čeminy település Csehországban, a Észak-plzeňi járásban. Čeminy Všeruby, Plzeň, Nevřeň, Město Touškov és Líšťany településekkel határos. Lakosainak száma 316 fő (2024. január 1.).

## Népesség
A település lakosságának változását az alábbi diagram mutatja:
| Lakosok száma | 586  | 539  | 574  | 402  | 268  | 256  | 251  | 264  | 322  | 316  |
|               | 1869 | 1900 | 1921 | 1961 | 1980 | 2011 | 2016 | 2019 | 2021 | 2024 |